# Depresión Meridiana

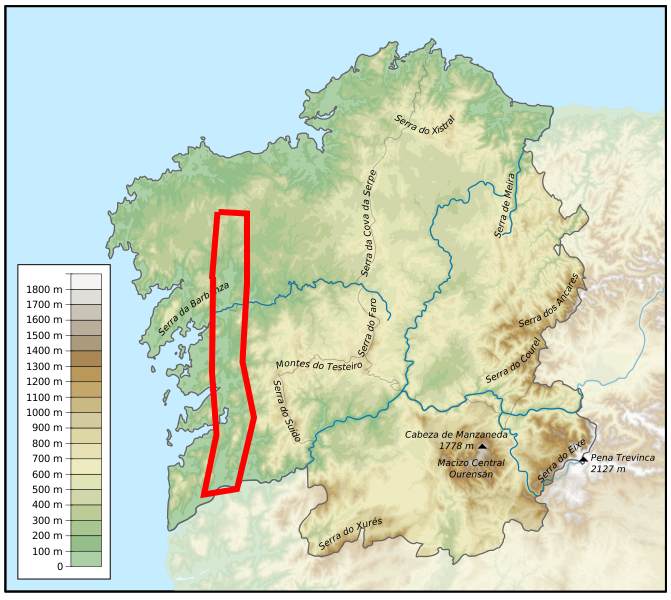
Situación de la Depresión Meridiana en Galicia.

La depresión meridiana es una formación natural de la geografía de Galicia en España. Esta depresión geológica podría tener su origen en una falla, y discurre de norte a sur desde la costa atlántica de Razo (Carballo) en la provincia de La Coruña, hasta el río Miño pasando por Tuy, en la provincia de Pontevedra, en una longitud de 8º 40' oeste.
Está formada por una línea de fracturas que encajan en las desembocaduras de la ría de Arosa, la ría de Pontevedra y la ría de Vigo, donde nacen las desembocaduras de los ríos Ulla, Lérez y Verdugo respectivamente.

## Geografía
De norte a sur, la depresión meridiana se extiende desde Carballo hasta Bembibre, enclavada junto al monte Castelo. Por este tramo discurre el Gran Río, afluente del Rosende. A continuación, la depresión discurre por el valle del río Dubra hasta cruzar el río Tambre, y continúa hasta Bertamiráns. Se extiende hasta Padrón por el valle del curso bajo del río Sar, y tras cruzar el río Ulla se extiende por Puentecesures y Valga.
Después de Caldas de Reyes, sigue el curso del río Chaín (junto a las cascadas del río Barosa) y continúa hasta la ciudad de Pontevedra junto al río Rons. Tras cruzar el río Lérez, discurre por el valle del río Gafos hasta la ría de Vigo. Forma la ensenada de San Simón entre Paredes y Redondela. Al sur atraviesa el valle del río Louro desde Porriño hasta Tuy formando las Gándaras de Budiño.

## Historia
Esta formación natural facilitó la creación de vías de comunicación entre los asentamientos humanos creados en la región. Así, tras la romanización de Galicia, la vía XIX del Itinerario de Antonino atravesaba la depresión meridiana de Tuy a Iria Flavia, donde se desviaba hacia el este. El Camino portugués sigue este tramo. Además, desde Tuy hasta Iria Flavia, la carretera N-550 y parte de la autopista AP-9 cruzan la Depresión Meridiana, así como tramos del eje atlántico de alta velocidad.